# Tonawanda (pueblo)
Tonawanda es un pueblo ubicado en el condado de Erie en el estado estadounidense de Nueva York. En el año 2000 tenía una población de 78.155 habitantes y una densidad poblacional de 1,604.7 personas por km².

## Geografía
Tonawanda se encuentra ubicado en las coordenadas 42°58′53″N 78°51′19″O / 42.98139, -78.85528.

## Demografía
Según la Oficina del Censo en 2000 los ingresos medios por hogar en la localidad eran de $41,453, y los ingresos medios por familia eran $51,416. Los hombres tenían unos ingresos medios de $39,273 frente a los $27,022 para las mujeres. La renta per cápita para la localidad era de $20,947. Alrededor del 6.9% de la población estaban por debajo del umbral de pobreza.